# Victoire Finaz
 (avril 2025).
L'article doit être relu — et modifié si nécessaire — par des contributeurs indépendants pour apporter un regard critique aux contributions effectuées en violation des conditions d'utilisation de Wikipédia, tant sur la forme (notamment concernant le style encyclopédique, la proportionnalité) que sur le fond (la neutralité de point de vue, la qualité et l'indépendance des sources).
Victoire Finaz, née le 13 avril 1983 à Paris en Ile de France, est une experte en chocolat.

## Origines et formation
Victoire Finaz est issue d’une famille de chocolatiers lyonnais. Après un cursus en psychologie et marketing, elle réalise en 2006 une thèse intitulée “L’expertise en chocolat : dégustation et évaluation sensorielle”, explorant les dimensions cognitives et sensorielles du chocolat. Elle complète ensuite sa formation auprès de chocolatiers parisiens et se familiarise avec les techniques de dégustation et le vocabulaire technique du métier.[réf. nécessaire]
Souhaitant approfondir sa connaissance du cacao, elle intègre un master spécialisé en marketing à HEC Paris, puis voyage en Bolivie, au Mexique et au Guatemala pour étudier les plantations de cacao.[réf. nécessaire] De retour en France, elle suit une formation en haute pâtisserie à l’école Ferrandi, où elle se perfectionne sous la direction du chef Pierre Hermé.

## Carrière
En 2009, Victoire Finaz fonde sa propre marque de chocolats[réf. nécessaire]. Elle défend une approche artisanale et sensorielle du chocolat et met en avant la qualité des ingrédients et l’importance d’une dégustation attentive. Elle milite pour une consommation plus consciente et valorise les chocolats d'origine et leurs spécificités aromatiques. Elle considère le chocolat comme un produit noble, dont la dégustation doit mobiliser tous les sens, à la manière des grands crus en œnologie.[réf. nécessaire]

## Expertise

### Ateliers de dégustation et collaborations
Victoire Finaz anime des conférences et ateliers de dégustation à destination des particuliers et des professionnels.

## Publications
Victoire Finaz a publié plusieurs ouvrages sur le chocolat :
- 2019 : Chocolat, préfacé par Pierre Hermé[5]  (ISBN 2317014589).
- 2022 : Chocolat - Du plaisir à la santé, préfacé par Jean-Paul Hévin  (ISBN 2702921256).

## Émissions de télévision
Victoire Finaz a participé à l'émission belge "Les Étoiles du chocolat " en tant que membre du jury lors de la première et la deuxième saison. Aux côtés de Pierre Marcolini et Jean-Philippe Darcis, elle a évalué les créations des chocolatiers en compétition .